# Edmond Épardaud
Edmond Épardaud est un romancier, essayiste, scénariste, réalisateur, producteur, journaliste, critique littéraire, musical, d'art et de cinéma français, né à Niort le 15 juillet 1882 et mort à Nice le 14 juin 1941.

## Biographie
Edmond Jean Paul Épardaud naît le 15 juillet 1882 à Niort (Deux-Sèvres) où son père est négociant-épicier. Sa famille est ensuite installée à Bain-de-Bretagne où son père, qui possède un magasin de chaussures, décède en juillet 1907. Il a une sœur, Léonie, qui épouse en 1906 avec Ernest Bréant un propriétaire de Chateaubriand -44- .
Edmond est « publiciste » et domicilié dans le 13e arrondissement de Paris lorsqu'il se fiance, le 30 septembre 1906. Il épouse le 27 avril 1907 Madeleine Suire, premier prix de chant au Conservatoire de Paris qui interprète des lieder de Franz Schubert, dont elle chante l'Ave Maria pour le mariage de son frère en 1907, et de Robert Schumann dans les salons parisiens ou lors des séances de musique de chambre organisées par la Société des concerts populaires d'Angers. Elle chante en 1910 Aucassin et Nicolette de Paul Le Flem salle Pleyel.
Il est admis dès 1910 à l'Association des journalistes parisiens et présent à l'assemblée générale annuelle du 27 mars 1936.
Il meurt en juin 1941 dans un accident de la circulation à Nice alors qu'il se déplaçait à bicyclette.

## Carrière

### Presse écrite
Dès 1906, Edmond Épardaud publie dans l'hebdomadaire régional Angers-artiste des poésies et des critiques dans les domaines artistique et musical. 
À partir de 1907, il écrit pour le quotidien national La Presse et son supplément mensuel, La Revue artistique, des articles sur des sujets d'ordre général, rapporte l'interview de personnalités des milieux artistique, littéraire, musical ou scientifique, donne le compte-rendu ou la présentation de salons, d'expositions, de soirées théâtrales, de représentations d'opéra, de concerts, de parution de livres ou d'événements littéraires. Toujours dans La Presse, il rend compte, dès 1913, de la décentralisation artistique. Après la mort d'Albéric Magnard au début de la Première Guerre mondiale, ses articles font place de 1916 à 1918 à une chronique au ton plus grave sur deux colonnes en première et deuxième pages du quotidien. À la fin de la guerre ses chroniques s'orientent vers les difficultés du cinéma, stigmatisant le repli des producteurs, l'inadéquation des acteurs de théâtre à l'art cinématographique ou l'incapacité de certaines pièces à fournir un bon scénario. Il tire un bilan de ces quatre années de tourmente pour les activités artistiques avant de reprendre « le chemin des musées, des bibliothèques, des salles de concerts et d'expositions » et de poursuivre ses chroniques, prenant nettement position contre le symbolisme au cinéma et rendant hommage, dans le dernier article qu'il écrit pour La Presse du 18 décembre 1919, à Théophile Alexandre Steinlen.
Il écrit, en 1908 et 1909, une douzaine d'articles pour Gil Blas, au sujet de l'adaptation pour la scène de David Copperfield par Max Maurey, du Prix de Rome du compositeur André Gailhard, des vacances et de la rentrée de l'actrice Polaire, de la première à l'Opéra de Paris du Crépuscule des dieux, du banquet de clôture du congrès de l'Afrique du nord, du musée historique de la rue Lacépède, de Bernardino Luini et de la région du Lac de Garde, de l'action de Marcel Sembat en faveur de l'éducation musicale et des Sociétés de musique populaire, des manifestations à la Faculté de médecine de Paris, des conférences de Jules Renard au théâtre de l'Odéon, de la décoration des rues de Paris. 
En 1919, deux semaines après la prise de Fiume, il publie dans le supplément littéraire du Figaro un article justifiant l'action de Gabriele D'Annunzio en la rattachant à la tradition d'héroïsme chevaleresque des plus grands esprits de la péninsule : Pétrarque, Dante, Machiavel, Benvenuto Cellini. En 1921, il présente l'œuvre du père dominicain Joachim Joseph Berthier, historien des églises Sainte-Sabine et de la minerve de Rome. L'année suivante, il offre aux lecteurs une courte et poétique nouvelle, qu'il situe à Naples au XIIIe siècle, « sous le règne de Jeanne d'Anjou ». Comme treize ans auparavant dans La Presse, il consacre en 1926 dans Le Figaro un article à la décentralisation artistique et au cinquantenaire de la Société des concerts populaires d'Angers.
Il fonde en 1927 Cinéma, « la première revue de grand luxe du cinéma français » dont il est directeur et rédacteur en chef et qui paraît jusqu'en 1933. 
De 1933 à 1936 il écrit dans la rubrique « Les contes de l'Intran » du quotidien L'Intransigeant,, contes entrecoupés de quelques articles autour du cinéma et de la mode, de Johnny Weissmuller et de Lupe Vélez, du Sablier de Maurice Maeterlinck, de la crise des spectacles, de Lucien Baroux et du tournage d'Une gueule en or, du film d'André Hugon Romarin, de Gaby Morlay à la Maison blanche, de la censure au cinéma et de sa Fille Élisa non censurée en Italie, de l'Exposition de 1937 et de la propagande sportive par le cinéma, des noces de diamant de Louis Delaunay et Rose Delaunay.
Il est à partir de 1936 le correspondant local depuis Nice de La Cinématographie française.

### Radiodiffusion
En 1936, il est chargé de la rubrique cinématographique du poste national Nice-Côte d'Azur-P. T. T. où sa première « causerie » est consacrée à Louis Lumière. Il donne sur la même antenne vingt-cinq conférences consacrées à la Philosophie pour tous dont il publie les textes en 1937.

### Littérature
En 1937, il publie aux éditions Nicaea de Nice un premier volume de 248 pages de sa Philosophie pour tous, sous-titré Les Préoccupations actuelles de la morale, préfacé par Léon Robin et suivi d'un second volume de 336 pages sous-titré Les Grandes Morales antiques et modernes. Il s'agit du recueil de ses conférences radiophoniques qui embrassent vingt-quatre siècles d'histoire de la pensée, depuis Socrate jusqu'aux temps modernes. Borné à l'étude de la morale — la métaphysique et les sciences physiques et naturelles sont délibérément absentes — l'ouvrage permet de comparer les morales des différents philosophes. Il s'adresse à tous les milieux et rencontre un estimable succès. Les municipalités de Nice, Cannes, Grasse, Menton, Toulon et la Ville de Paris le font entrer dans leurs bibliothèques populaires et leurs établissements scolaires. L'ouvrage est recensé par Paul Ladmirault dans sa « Chronique nantaise » de L'Ouest-Éclair.

### Cinéma
En 1918, il adapte le roman de Marcel Nadaud Chignole : roman de la guerre aérienne, pour le film de René Plaissetty, Chignole. En 1920, il tourne pour la compagnie Vay-Films La Fresque de Pompéi d'après le roman de Gilbert Augustin-Thierry. En 1922, il écrit, pour le centenaire du savant, le scénario du film de Jean Epstein Pasteur. En 1923, il tourne L'Empire du soleil dont il est aussi le scénariste, film à la gloire de la Provence montrant « les paysages de pierre et les rivages enchanteurs du Midi, les jeux pittoresques, les joyeuses farandoles, les cavaliers de la Camargue errant parmi les taureaux farouches ». En 1925, il écrit, d'après le roman d'Edmond de Goncourt et en le corsant d'une rivalité amoureuse entre les deux frères, le scénario du film d'Albert-Francis Bertoni avec Stacia Napierkowska, Les Frères Zemganno, dont la scène de trapèze volant tournée au Nouveau Cirque marque fortement les esprits.

### Articles de presse d'Edmond Épardaud
1. ↑  Edmond Épardaud, « Richesses intimes », Angers-artiste,‎ 6 janvier 1906 lire en ligne sur Gallica
2. ↑  Edmond Épardaud, « Au Salon d'automne : le peintre Jeanès », Angers-artiste,‎ 8 décembre 1906 lire en ligne sur Gallica
3. ↑  Edmond Épardaud, « La musique à Paris : une nouvelle œuvre de Vincent d'Indy », Angers-artiste,‎ 5 mars 1908 lire en ligne sur Gallica
4. ↑  Edmond Épardaud, « Impressions et souvenirs sur la fête de Pâques », La Presse,‎ 1er avril 1907 lire en ligne sur Gallica
5. ↑  Edmond Épardaud, « Chez Mlle Arlette Dorgère », La Presse,‎ 17 avril 1907 lire en ligne sur Gallica
6. ↑  Edmond Épardaud, « La Société des gens de lettres fêtera demain sa soixante-quinzième année : son doyen interviewé par la presse », La Presse,‎ 7 juillet 1913 lire en ligne sur Gallica
7. ↑  Edmond Épardaud, « Chez M. Charles Bocher, doyen des abonnés de l'Opéra », La Presse,‎ 29 juin 1907 lire en ligne sur Gallica
8. ↑  Edmond Épardaud, « Les projets de M. Charcot », La Presse,‎ 27 novembre 1907 lire en ligne sur Gallica
9. ↑  Edmond Épardaud, « Ce que sera le Salon d'automne de 1907 », La Presse,‎ 27 août 1907 lire en ligne sur Gallica
10. ↑  Edmond Épardaud, « Petites expositions : Société des peintres-lithographes », La Presse,‎ 7 janvier 1910 lire en ligne sur Gallica
11. ↑  Edmond Épardaud, « Lendemain de premières : L'Homme à deux têtes au Chatelet », La Presse,‎ 4 février 1910 lire en ligne sur Gallica
12. ↑  Edmond Épardaud, « Vincent d'Indy », La Presse,‎ 31 décembre 1912 lire en ligne sur Gallica
13. ↑  Edmond Épardaud, « Notes de musique : le concert de la Société nationale », La Presse,‎ 20 mai 1913 lire en ligne sur Gallica
14. ↑  Edmond Épardaud, « Les Dieux éternels », La Presse,‎ 28 juillet 1911 lire en ligne sur Gallica
15. ↑  Edmond Épardaud, « M. André Theuriet est mort aujourd'hui à Bourg-la-Reine », La Presse,‎ 24 avril 1907 lire en ligne sur Gallica
16. ↑  Edmond Épardaud, « La décentralisation artistique : Le Retour à Angers », La Presse,‎ 15 février 1913 lire en ligne sur Gallica
17. ↑  Edmond Épardaud, « Tueurs de pensée : la mort d'Albéric Magnard », La Presse,‎ 22 septembre 1914 lire en ligne sur Gallica
18. ↑  Edmond Épardaud, « Ce que le roi d'Espagne a fait pour la France », La Presse,‎ 18 octobre 1916 lire en ligne sur Gallica
19. ↑  Edmond Épardaud, « Les responsabilités allemandes : la part des poètes », La Presse,‎ 30 octobre 1918 lire en ligne sur Gallica
20. ↑  Edmond Épardaud, « Abstention regrettable », La Presse,‎ 23 avril 1918 lire en ligne sur Gallica
21. ↑  Edmond Épardaud, « Théâtre et cinéma », La Presse,‎ 24 septembre 1918 lire en ligne sur Gallica
22. ↑  Edmond Épardaud, « Une déplorable tendance du film français », La Presse,‎ 31 décembre 1918 lire en ligne sur Gallica
23. ↑  Edmond Épardaud, « Le retour aux arts de paix », La Presse,‎ 14 janvier 1919 lire en ligne sur Gallica
24. ↑  Edmond Épardaud, « Le symbolisme à l'écran », La Presse,‎ 19 février 1919 lire en ligne sur Gallica
25. ↑  Edmond Épardaud, « La Vie artistique : Steinlen », La Presse,‎ 18 décembre 1919 lire en ligne sur Gallica
26. ↑  Edmond Épardaud, « Max Maurey — Dickens », Gil Blas,‎ 1er juillet 1908 lire en ligne sur Gallica
27. ↑  Edmond Épardaud, « M. André Gailhard est content », Gil Blas,‎ 12 juillet 1908 lire en ligne sur Gallica
28. ↑  Edmond Épardaud, « Une heure chez Polaire », Gil Blas,‎ 2 octobre 1908 lire en ligne sur Gallica
29. ↑  Edmond Épardaud, « Une prochaine grande première à l'Opéra : Le Crépuscule des dieux », Gil Blas,‎ 9 octobre 1908 lire en ligne sur Gallica
30. ↑  Edmond Épardaud, « Le congrès de l'Afrique du nord : le banquet de clôture », Gil Blas,‎ 11 octobre 1908 lire en ligne sur Gallica
31. ↑  Edmond Épardaud, « Un second Carnavalet », Gil Blas,‎ 23 octobre 1908 lire en ligne sur Gallica
32. ↑  Edmond Épardaud, « Au pays de Luini », Gil Blas,‎ 28 octobre 1908 lire en ligne sur Gallica
33. ↑  Edmond Épardaud, « La musique populaire », Gil Blas,‎ 15 novembre 1908 lire en ligne sur Gallica
34. ↑  Edmond Épardaud, « La psychologie du chahut », Gil Blas,‎ 26 décembre 1908 lire en ligne sur Gallica
35. ↑  Edmond Épardaud, « Jules Renard, conférencier », Gil Blas,‎ 10 mars 1909 lire en ligne sur Gallica
36. ↑  Edmond Épardaud, « La décoration des rues », Gil Blas,‎ 30 mars 1909 lire en ligne sur Gallica
37. ↑  Edmond Épardaud, « La prédestination de D'Annunzio », Le Figaro,‎ 28 septembre 1919 lire en ligne sur Gallica
38. ↑  Edmond Épardaud, « Un savant français à Rome : le père J.-J. Berthier », Le Figaro,‎ 11 septembre 1921 lire en ligne sur Gallica
39. ↑  Edmond Épardaud, « La danseuse de Paestum », Le Figaro,‎ 13 août 1922 lire en ligne sur Gallica
40. ↑  Edmond Épardaud, « Un glorieux cinquantenaire provincial : les concerts populaires d'Angers », Le Figaro,‎ 31 décembre 1926 lire en ligne sur Gallica
41. ↑  Edmond Épardaud, « Représailles », L'Intransigeant,‎ 22 juillet 1933 lire en ligne sur Gallica
42. ↑  Edmond Épardaud, « Le Constat », L'Intransigeant,‎ 27 août 1936 lire en ligne sur Gallica
43. ↑  Edmond Épardaud, « Sur les plages azuréennes : jupe-culotte et cinéma », L'Intransigeant,‎ 18 juillet 1935 lire en ligne sur Gallica
44. ↑  Edmond Épardaud, « J'aime toujours Johnny Weissmuller », L'Intransigeant,‎ 28 décembre 1935 lire en ligne sur Gallica
45. ↑  Edmond Épardaud, « Les lettres : Maurice Maeterlinck et Le Sablier », L'Intransigeant,‎ 25 février 1936 lire en ligne sur Gallica
46. ↑  Edmond Épardaud, « La crise des spectacles sera-t-elle résolue ? », L'Intransigeant,‎ 3 mars 1936 lire en ligne sur Gallica
47. ↑  Edmond Épardaud, « Lucien Baroux, homme-protée », L'Intransigeant,‎ 17 avril 1936 lire en ligne sur Gallica
48. ↑  Edmond Épardaud, « On tourne sur la Côte d'Azur : du soleil et des chansons... voici Romarin », L'Intransigeant,‎ 19 août 1936 lire en ligne sur Gallica
49. ↑  Edmond Épardaud, « En dînant à Nice chez Gaby Morlay », L'Intransigeant,‎ 29 août 1936 lire en ligne sur Gallica
50. ↑  Edmond Épardaud, « Goncourt à l'écran : comment je réalisai, il y a quinze ans, La Fille Élisa », L'Intransigeant,‎ 21 novembre 1936 lire en ligne sur Gallica
51. ↑  Edmond Épardaud, « En vue de l'Exposition : un film de propagande sportive, Jeunesse de France, est tourné en diverses régions », L'Intransigeant,‎ 30 mars 1937 lire en ligne sur Gallica
52. ↑  Edmond Épardaud, « Louis Delaunay et Rose Delaunay fêtent leurs noces de diamant », L'Intransigeant,‎ 19 avril 1937 lire en ligne sur Gallica
53. ↑  Edmond Épardaud, « Les belles salles. L'Escurial de Nice », La Cinématographie française,‎ février-juin 1936 (lire en ligne)